# Epicampyla
Epicampyla là một chi bướm đêm thuộc họ Geometridae.